# LSグループ
LSグループ（LS그룹, LS Group）は、2003年にLGグループから分離独立した韓国の大企業グループ。「LS」とは"Leading Solution"の略とされる。

## グループ企業
- 株式会社LS - 持株会社
  - LS電線 : 世界3位の電線メーカー
  - スーペリア・エセックス - アメリカのマグネットワイヤー、電線メーカー
  - LS Electric - 電力システムの製造
  - LS-Nikko Copper : 日本のJX金属との合弁会社。世界2位の非鉄金属製錬メーカー
  - LS Metal : 銅管、ステンレス鋼管の製造
  - LS Mtron : トラクター、射出機他の製造
  - E1 : 液化石油ガス商社
  - YESCO
  - LS Networks : 自社のスポーツブランド「PROSPECS」やモンベルなどの販売
  - LS ITC : IT部門
  - LS Automotive : 自動車部品サプライヤー